# Wilbraham
Wilbraham ist eine Stadt im Hampden County des Bundesstaats Massachusetts in den Vereinigten Staaten, und zugleich eine Vorstadt von Springfield. Das U.S. Census Bureau hat bei der Volkszählung 2020 eine Einwohnerzahl von 14.613 ermittelt.

## Geschichte
Zusammen mit dem heutigen Hampden (Massachusetts) wurde der Ort erstmals im Jahr 1731 als ein Ortsteil von Springfield besiedelt. Bei einer Bevölkerungsgröße von etwa 400 Personen wurde ihm 1763 der Status der unabhängigen Gemeinde Wilbraham verliehen.
Das Stadtzentrum Wilbrahams gehört zu den größten ausgewiesenen historischen Bereichen im Land, mit gut erhaltenen Bauten im Kolonial- und viktorianischen Stil entlang der Hauptstraße, die bis auf die 1730er-Jahre zurückgehen. Auch das älteste methodistische Bethaus in New England und eine der fünfzehn ältesten Schulen an der US-Ostküste, die Wilbraham & Monson Academy aus dem Jahr 1804 sind im Stadtzentrum zu finden.

## Wirtschaft
In Wilbraham befindet sich heute die Zentrale der 1935 in Springfield, MA gegründeten Eiscreme-Firma und inzwischen mit über 500 Gaststätten in 16 Bundesstaaten an der Ostküste der Vereinigten Staaten vertretenen Restaurantkette Friendly’s.

## Persönlichkeiten
- Raymond Kennedy (1934–2008), Schriftsteller
- Mike Stefanik (1958–2019), NASCAR-Fahrer
- Erin Crocker (* 1981), ARCA-Fahrerin